# Флинт, Алтея
Алте́я Флинт (англ. Althea Flynt, в девичестве — Лежер англ. Leasure; 6 ноября 1953, Мариетта, Огайо — 27 июня 1987, Лос-Анджелес, Калифорния) — американская бизнесвумен. Была соиздателем эротического журнала «Hustler» вместе со своим супругом Ларри Флинтом.

## Личная жизнь
21 августа 1976 года Алтея вышла замуж за бизнесмена Ларри Флинта (1942—2021) после 5 лет отношений.
В 1983 году, после гемотрансфузии во время гистерэктомии, Алтея заразилась ВИЧ. В течение следующих нескольких лет болезнь активно прогрессировала и в последние месяцы жизни она была практически прикована к постели. По прогнозам врачей, женщина, скорее всего, скончалась бы к концу 1987 года, но это случилось раньше и не из-за СПИДа. 27 июня 1987 года, у себя дома в Лос-Анджелесе (штат Калифорния, США), женщина потеряла сознание, после предположительной передозировки, и утонула в ванной.

## В культуре
В фильме 1996 года «Народ против Ларри Флинта» Флинт была сыграна Кортни Лав, за что та получила номинацию на «Золотой глобус».